# ジェームズ・ワイアット (建築家)

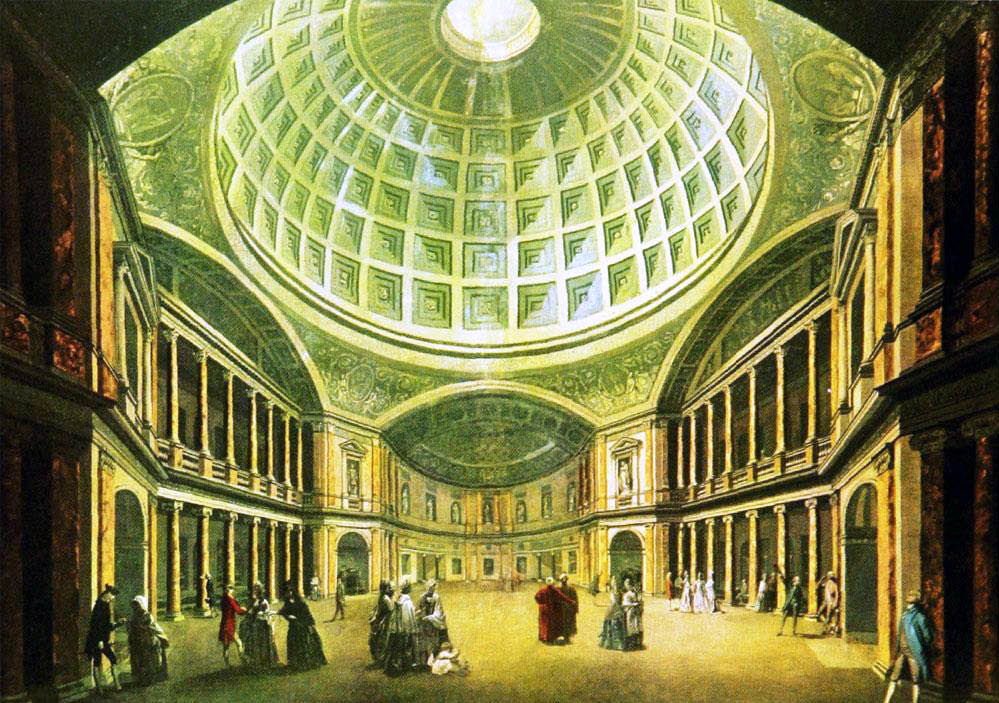
ロンドンのパンテオン内部

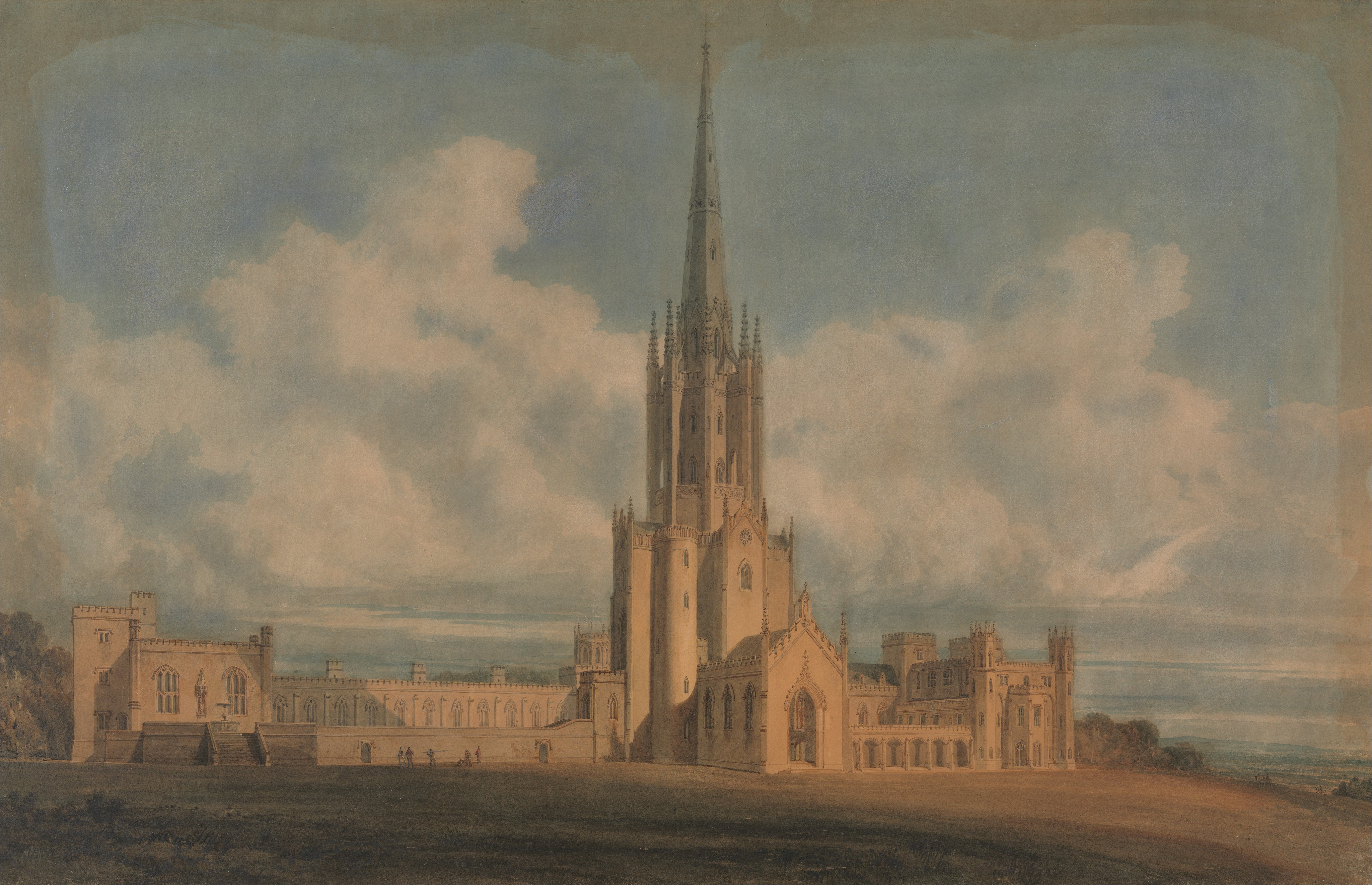
ウィルトシャのフォントヒル・アビー

ジェームズ・ワイアット（James Wyatt RA、1746年8月3日 – 1813年9月4日）はイギリスの建築家である。イギリスに新古典主義建築を広めたロバート・アダムのライバルとされる。1805年から1806年の間、ロイヤル・アカデミー・オブ・アーツの会長を務めた。

## 略歴
ウェスト・ミッドランズ、スタッフォードシャーのWeefordに生まれた。1762年にイタリアに移り6年間、ヴェネツィアで建築家のアントニオ・ヴィセンティーニ(Antonio Visentini: 1688–1782)に学んだ。イギリスに帰国後、1772年に開場した劇場などに使われた「ロンドンのパンテオン(Pantheon, London)」(1937年解体)を設計し、名声を得た。
多くの建築設計を手がけ、ロバート・アダムらアダム兄弟のライバルと目された。新古典主義建築からゴシック建築に向かい、美術愛好家の富豪、ウィリアム・トマス・ベックフォードの依頼を受けて、広壮なゴシック様式の僧院、ウィルトシャのフォントヒル・アビーを設計した。またソールズベリー大聖堂やダラム大聖堂、ヘレフォード大聖堂の修繕や改修にも従事したが、その修復方法には批判があった。
1796年にウィリアム・チェンバーズの後任として、王室の建築監査官(Surveyor-General)に任命された。
1785年にロイヤル・アカデミー・オブ・アーツの会員に選出され、アカデミーの運営に積極的に参加した。 1803年に運営の自主性を主張する評議会のメンバーの1人になり、その結果、生じたアカデミーの内部の不和により、1804年にベンジャミン・ウエストが会長を辞任した後、選挙で会長に選ばれたが、国王の承認が得られず、1806年に再びウエストが会長職に戻ることに同意した。
1813年にバークシャーを友人と旅行中に馬車の事故にあい、それがもとで死去した。
息子のベンジャミン・ディーン・ワイアット(Benjamin Dean Wyatt: 1775–1852) とフィリップ・ワイアット(Philip William Wyatt: 1785-1835)は建築家になり、マシュー・コーツ・ワイアット(Matthew Cotes Wyatt: 1777–1862)は画家、彫刻家になった。